# Hassan Chani
Hassan Chani (sinh ngày 5 tháng 5 năm 1988) là một vận động viên điền kinh chạy nước rút mang hai quốc tịch Bahrain và Maroc.
Anh từng đại diện cho Bahrain thi đấu tại Thế vận hội Mùa hè 2016 diễn ra ở Rio de Janeiro, thi đấu ở nội dung chạy 10.000 mét nam.